# Markovian Parallax Denigrate
Markovian Parallax Denigrate (engl.) ist eine Reihe von unerklärten Texten, die 1996 ins Usenet gestellt wurden. Die Beiträge werden oft in Verbindung mit anderen ungelösten Internet-Rätseln erwähnt, wie z. B. Sad Satan, Cicada 3301 oder dem Publius Enigma. Es wurden Hunderte von Nachrichten verschickt, die zunächst als Spam abgetan wurden. Es wurde als „das älteste und seltsamste Rätsel des Internets“ und „eines der ersten großen Rätsel des Internets“ bezeichnet.

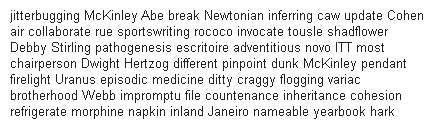
Ein Text der Markovian Parallax Denigrate

Im Jahr 2016 wurde Susan Lindauer irrtümlich als mögliche Quelle für diese Beiträge identifiziert; bei ihrer Kontaktaufnahme bestritt sie, die Autorin zu sein. In einem Daily-Dot-Artikel über das Ereignis heißt es, dass ein E-Mail-Konto einer Studentin der University of Wisconsin am Stevens Point, die zufällig Susan Lindauer hieß, gefälscht wurde, um die Identität des Posters zu verschleiern. Zu den vorgeschlagenen Erklärungen für die Texte gehören ein früher experimenteller Chatbot oder Textgenerator, ein Internet-Troll oder Prankster, der Spam im Forum postet, oder ein Programmierer, der mit Markow-Ketten experimentiert.